# Lorenz-Mie-Theorie
Die Lorenz-Mie-Theorie ist eine mathematische Beschreibung verschiedenster Streuphänomene elektromagnetischer Wellen an Teilchen. Die Größe der Teilchen kann von sehr klein im Bereich der Rayleigh-Streuung über den Bereich der Mie-Streuung bis hin zur geometrischen Optik großer Partikel reichen. Für geometrische Optik und Rayleigh-Streuung wird die Lorenz-Mie-Theorie jedoch aufgrund ihrer Komplexität nicht genutzt, da es jeweils vereinfachte Beschreibungen gibt. 

## Geschichte
Die Lorenz-Mie-Theorie ist nach den Physikern Gustav Mie und Ludvig Lorenz benannt. Wegen der Beiträge von Peter Debye wird auch die Bezeichnung Lorenz-Mie-Debye-Theorie genutzt. Ferner ist die Kurzform Mie-Theorie üblich. Viele weitere Physiker leisteten Beiträge zur Theorie.
Gustav Mie lieferte mit seinem Werk Beiträge zur Optik trüber Medien, speziell kolloidaler Metallösungen aus dem Jahr 1908 große Beiträge zur Theorie. Das Werk wurde vermutlich ohne Kenntnis von Lorenz’ Werk aus 1890 verfasst. Im Jahr 1915 gab Harry Bateman den ersten Überblick zur Lorenz-Mie-Theorie (The mathematical analysis of electrical and optical wave-motion on the basis of Maxwell's equations).
Andere Beiträge stammen unter anderem von Lord Rayleigh (verschiedene Streuprozesse), Peter Debye oder Joseph John Thomson.

## Beschreibung
Die Mie-Theorie ist die exakte Lösung der Maxwell-Gleichungen für die Streuung einer ebenen elektromagnetischen Welle an einem sphärischen Objekt beliebiger Größe. Dabei wird die einfallende ebene Welle und das gestreute elektromagnetische Feld in eine Reihe nach abstrahlenden sphärischen Wellenfunktionen beschrieben. Das interne Feld wird in reguläre sphärische Wellenfunktionen entwickelt. Über die Randbedingungen auf der Kugeloberfläche können dann die Entwicklungskoeffizienten des gestreuten Feldes und damit das gestreute elektromagnetische Feld in jedem Raumpunkt berechnet werden.
In seinem Aufsatz von 1908 gelang Mie die mathematische Beschreibung der Farbeffekte einer Suspension kolloidaler Goldnanopartikel. Weiterhin kann mit Hilfe der Mie-Theorie in der Partikelmesstechnik mit einfachen Methoden auf die Größe und den Brechungsindex eines mikroskopischen Partikels geschlossen werden. Das charakteristisch je nach Winkel im Raum schwankende Streulicht kann man auch als Interferenz der am Körper gebeugten Welle verstehen. Diese Intensitätsverteilung der Streuung im Raum wird aufgenommen, daraus kann auf die Eigenschaften des Partikels zurück gerechnet werden.
- Für kleine Objekte (Durchmesser {\displaystyle d<0{,}2\,\lambda }; {\displaystyle \lambda } ist die Wellenlänge der Strahlung) kann die Mie-Streuung durch die Rayleigh-Streuung approximiert werden,
- Für große Objekte (Durchmesser {\displaystyle d>2\dots 10\,\lambda }) nähert sich die Mie-Theorie der klassischen geometrischen Lösung der Brechung an einer Kugel an.
- Wenn sich der Objektdurchmesser im Grenzbereich zwischen Rayleigh- und klassischer Streuung befindet {\displaystyle (0{,}2\,\lambda <d<2\dots 10\,\lambda )}, spricht man häufig von Mie-Streuung.